# État transitoire
Un procédé est dit être à l'état transitoire si une variable du système varie avec le temps. Certains types de procédé sont toujours à l'état transitoire (ex. : un réacteur discontinu où les concentrations des réactifs et des produits varient tout au long de la réaction), alors que d'autres ne le sont que durant la phase de démarrage du procédé (exemple : le réacteur continu ou la distillation continue). 
Mathématiquement un tel état se décrit par l'usage d'équations différentielles :
{\displaystyle {\frac {dX}{dt}}\neq 0}
où X correspond à une variable du système et dans le cas du génie chimique correspond à la température, à la pression, aux concentrations des réactifs et produits ou encore au volume.